# Maxim Hermaniuk
Maxim Hermaniuk CSsR OC (ukrainisch Максим Германюк Maksym Hermanjuk; * 30. Oktober 1911 in Nowe Selo, Galizien, Österreich-Ungarn; † 3. Mai 1996 in Winnipeg, Kanada) war der erste Metropolit der Ukrainischen Griechisch-Katholischen Kirche in Kanada und Erzbischof von Winnipeg.

## Leben
Maxim Hermaniuk war der Sohn des Nikita Maxim Hermaniuk und dessen Ehefrau Anna, eine geborene Monchuk. Er besuchte die Grundschule in seinem Heimatsort Nowe Selo in der heute ukrainischen Oblast Lwiw und trat nach dem Abitur im Jahr 1932 in die Ordensgemeinschaft der Redemptoristen ein. Bis 1934 studierte er am Priesterseminar der Redemptoristen Philosophie, es schloss sich dann ein vierjähriges Studium an der Katholieke Universiteit Leuven in Belgien an. 1938 kehrte er in seine Heimat zurück und wurde am 4. September des gleichen Jahres von Bischof Mykolay Charnetskyi CSsR zum Ordenspriester der Redemptoristen geweiht. 1939 setzte er sein Studium an der Katholischen Universität in Löwen fort. Gleichzeitig absolvierte er am Orientalischen Institut der Universität ein Studium für orientalische Sprachen und Geschichte. Er schloss 1940 und 1942 seine Studien jeweils mit einem akademischen Grad ab. 1943 promovierte Pater Maxim zum Doktor der Theologie und erlangte das Lizenziat. Er lehrte an der Katholischen Universität Löwen moralische Philosophie, Soziologie und leitete theologische Seminare in hebräischer Sprache.

## Seelsorger in Belgien
Nach 1945 betreute Pater Maxim in Belgien ukrainische Migranten und pflegte mit ihnen den byzantinischen Ritus der Ukrainischen Griechisch-Katholischen Kirche. Schon bald war er Mitbegründer und Organisator des „Ukrainischen Hilfskomitee in Belgien“ und betreute ukrainische Auswanderer nach Kanada. Zwischen 1945 und 1948 gründete er ein Magazin für ukrainische Auswanderer, einen Verlag für religiöse Literatur und wurde Vorsitzender der „Ukrainischen Presse Information“ in Belgien. Er organisierte für ukrainische Jugendliche Stipendien und förderte deren Studium an der Katholischen Universität Leuven. Er wurde, nachdem er ein Jugendheim für ukrainische Studenten errichtet hatte, Studentenpfarrer und war Teilnehmer an internationalen Studentenkongressen in der Schweiz, in Deutschland und in Spanien.

## Metropolit in Kanada
1948 folgte Pater Hermaniuk dem Ruf nach Kanada und wurde Provinzial der Ordensprovinz Ontario. Er unterrichtete am Priesterseminar in Waterford (Ontario) Moraltheologie und Theologie. Im Oktober 1950 übernahm er eine Pastorenstelle in Toronto.
Am 13. Januar 1951 wurde er zum Titularbischof von Sinna ernannt und zum Weihbischof im Apostolischen Exarchat Manitoba bestellt und am 29. Juni 1951 in der Kathedrale „Hl. Vladimir und Olga“ von Erzbischof Basile Vladimir Ladyka OSBM, dem Apostolischen Exarchen von Kanada, zum Bischof geweiht. Am 13. März 1955 wurde er zum Koadjutorbischof von Manitoba ernannt. Er übernahm am 5. April 1956 das Amt des Apostolischen Administrators in der neu gegründeten Erzeparchie Winnipeg und wurde am 3. November 1956 zum Metropoliten und Erzbischof von Winnipeg ernannt.
Er war Konzilsvater bei den vier Sitzungsperioden des Zweiten Vatikanischen Konzils. Von 1969 bis 1974 war er Präsident der Synode der Ukrainischen Griechisch-Katholischen Kirche. 1992 ging er in den altersbedingten Ruhestand.

## Priesterweihen und Konsekrationen
Als Erzbischof und Metropolit weihte er einige Priesteramtskandidaten zu Priestern und konsekrierte als Hauptkonsekrator und Mitkonsekrator mehrere Priester zu Bischöfen.

### Priesterweihen
Michel Hrynchyshyn CSsR, Peter Stasiuk CSsR und Stephen Soroka

### Hauptkonsekrator
Ivan Prasko (Titularbischof von Zygris), Volodymyr Malanczuk CSsR (Titularbischof von Epiphania in Syria), Jeronim Isidor Chimy OSBM (Bischof von New Westminster), Myron Michael Daciuk OSBM (Titularbischof von Thyatira), Michael Bzdel CSsR (Erzbischof von Winnipeg), Peter Stasiuk CSsR (Bischof von Melbourne), Roman Danylak (Titularbischof von Nyssa) und Sewerian Stefan Yakymyshyn OSBM (Bischof von New Westminster)

### Mitkonsekrator
Stephan John Kocisko (Titularbischof von Theveste), Myroslav Ivan Lubachivsky (Bischof von Philadelphia), Michael Hrynchyshyn CSsR (Titularbischof von Zygris) und Michael Kuchmiak CSsR (Titularbischof von Agathopolis)

## Ehrungen
Im Jahr 1982 wurde Erzbischof Maxim Hermaniuk durch den Generalgouverneur von Kanada Edward Schreyer zum „Officer of the Order of Canada“ (OC) ernannt.